# Mimino
Mimino ist eine Komödie des georgischen Regisseurs Giorgi Danelia von 1977, die vom Mosfilm-Studio produziert wurde. In den Hauptrollen spielten Wachtang Kikabidse und Frunsik Mkrttschjan.
Die sowjetische Komödie gewann 1977 den Goldenen Preis beim Internationalen Filmfestival Moskau.

## Handlung
Der 34-jährige Waliko Misandari arbeitet als Pilot bei einer lokalen georgischen Fluglinie. Er fliegt einen Mi-2-Hubschrauber (den er zärtlich „Pepela“, georgisch für „Schmetterling“, nennt) und führt das Rufsignal „Mimino“, was auf Georgisch Sperber heißt. Eines Tages trifft er im Flughafen von Tiflis einen alten Freund von der Flugschule, der nun Piloten einer Tu-144 ist und auf internationalen Flügen unterwegs ist. Zu der Besatzung gehört auch die attraktive Stewardess Larissa Iwanowna, in die sich Mimino sofort verliebt. In ihm erwacht der Wunsch, ebenfalls internationale Linien zu fliegen, und er reist nach Moskau, um sich in der Luftfahrtakademie einzuschreiben.
In Moskau lernt Waliko einen einfachen armenischen Fernfahrer Ruben Hatschikian kennen, der nach Moskau gekommen ist, um einen LKW zu übernehmen. In den wenigen Tagen ihrer Bekanntschaft geben sie all ihr Geld aus und werden aus ihrem Hotel vertrieben. Waliko versucht zweimal, sich mit Larissa Iwanowna zu treffen, doch beide Versuche scheitern.
Trotz gegensätzlicher Persönlichkeit werden Rubik und Waliko Freunde und überwinden gemeinsam viele komische und unangenehme Situationen. Als Rubik endlich seinen LKW übernehmen kann, schenkt er Waliko einen Autoreifen, da er nichts anderes mehr besitzt und nicht ohne Geschenk Abschied nehmen will. Er verspricht Waliko, ihm dabei zu helfen, den Reifen zu verkaufen.
Auf der Suche nach einem Autobesitzer, der genau so einen Reifen brauchen könnte, geraten sich ausgerechnet an einen alten Feind Walikos: den Mann, der einst seine Schwester verführt und verlassen hatte. Waliko verwüstet dessen Wohnung und landet vor Gericht. Obwohl Mimino am Ende nur zu einer Geldstrafe verurteilt wird, vergeht Zeit. Er wird im Gefängnis 35 und überschreitet damit die Altersgrenze für die Luftfahrtakademie. Als er enttäuscht nach Hause reisen will, trifft er auf dem Flughafen den einflussreichen Kriegsveteranen Wolochow, der ihm hilft, wenigstens als Steward auf internationalen Linien zum Einsatz zu kommen.
Auf diese Weise kommt er auch nach Berlin-Tegel, wo er Larissa Iwanowna erneut begegnet. Waliko gibt vor, sie nicht wiederzuerkennen. Sie erklärt ihm, dass ein Missverständnis vorliegt und er sich melden soll, wenn er mal wieder in Moskau ist.
Auf dem Postamt am Europa-Center versucht er, zu Hause in Telawi anzurufen. Doch die Angestellte missversteht Telawi als Tel-Aviv und vermittelt ihn an die entsprechende Rufnummer in Tel-Aviv. Es stellt sich heraus, dass die Nummer einem emigrierten Georgier gehört, der aus der Nähe von Telawi stammt. Gemeinsam singen sie am Telefon ein georgisches Lied.
Er versteht nun, was er wirklich will. Er kehrt zurück nach Telawi, zu seiner geliebten Arbeit, seinen Freunden und Verwandten.

## Auszeichnungen
- 1977, Internationales Filmfestival Moskau
- 1978, Allunionsfilmfestival, Jerewan
- 1979, Avellino

## Geschnittene Szenen
- Es wurden 8 Szenen aus dem Film herausgeschnitten.[1]
- In einer der herausgeschnittenen Szenen betreten Mimino und Rubik den Hotelfahrstuhl und treffen auf zwei Japaner, die einander wie Zwillinge ähnlich sehen. Als die Japaner die Hereinkommenden sehen, sagen sie auf Japanisch: „Wie ähnlich sich diese Russen doch sehen!“.
- Aus dem Film wurden ferner Szenen mit dem Dorfschmied entfernt, sowie das Finale des Films (das neue Finale wurde erst beim Schnitt gemacht).[1]
- Bei der Filmkopie, die beim Internationalen Filmfestival Moskau gezeigt wurde, wurde auf eine Forderung von Goskino hin die Szene des Anrufs nach Tel-Aviv herausgeschnitten, da man sie für politisch brisant hielt. In der regulären russischen Kinofassung wurde diese Szene wieder hereingenommen.